# Gran Premio motociclistico del Belgio 1949
Il Gran Premio del Belgio corso il 17 luglio 1949 sul Circuito di Spa-Francorchamps, è la quarta gara del motomondiale 1949 e rappresenta la 22ª edizione del GP del Belgio.
Solamente 3 le classi in gara: sidecar, 350 e 500; non prendono invece parte alla gara le 125 e le 250. Tutte le gare si sono disputate domenica 17 luglio, una settimana dopo il TT di Assen.

## Classe 500
La gara della 500 è teatro di un appassionante arrivo al fotofinish con tre piloti in un solo secondo. È l'inglese Doran ad avere la meglio sui due italiani Artesiani e Lorenzetti.
Su 34 piloti presenti alla partenza ne vennero classificati 16; tra i ritirati il capofila precedente della classifica iridata Leslie Graham che, grazie ai risultati ottenuti, venne sopravanzato in classifica da Arciso Artesiani e da Nello Pagani, rispettivamente secondo (e ottenitore del punto riservato al giro più veloce in gara) e quinto al traguardo.

### Arrivati al traguardo
| Pos. | Pilota               | Moto       | Tempo        | Punti |
| ---- | -------------------- | ---------- | ------------ | ----- |
| 1    | William Doran        | AJS        | 1h 19' 56,0" | 10    |
| 2    | Arciso Artesiani     | Gilera     | + 0' 00,2"   | 8+1   |
| 3    | Enrico Lorenzetti    | Moto Guzzi | + 0' 01,3"   | 7     |
| 4    | Artie Bell           | Norton     | + 0' 50,0"   | 6     |
| 5    | Nello Pagani         | Gilera     | + 1' 08,0"   | 5     |
| 6    | Gianni Leoni         | Moto Guzzi |              |       |
| 7    | Harold Daniell       | Norton     |              |       |
| 8    | George Morrison      | Norton     |              |       |
| 9    | Syd Jensen           | Triumph    |              |       |
| 10   | Kenneth Bills        | Velocette  |              |       |
| 11   | Arthur Wheeler       | Triumph    |              |       |
| 12   | Antonio Dalle Fusine | Gilera     |              |       |
| 13   | Albert Vertriest     | Triumph    |              |       |
| 14   | Jules Tacheny        | Triumph    |              |       |
| 15   | Oliver Scott         | Norton     |              |       |
| 16   | Harry Hinton         | Norton     |              |       |

## Classe 350
Nella 350cc vince per la quarta volta consecutiva (su quattro gare) l'inglese Freddie Frith, già diventato campione mondiale nella gara precedente. È lo stesso Frith a far segnare il giro più veloce della gara, uguagliando il tempo del suo compagno di squadra Bob Foster. Il punto iridato assegnato al detentore del record in gara viene così diviso fra i due, assegnando mezzo punto a testa.
A questa gara prende parte anche Eric Oliver (Velocette), vincitore della prova riservata ai Sidecar, che chiude in settima posizione.
Furono 18 i piloti giunti al traguardo.

### Arrivati al traguardo (classifica parziale)
| Pos. | Pilota            | Moto      | Tempo        | Punti  |
| ---- | ----------------- | --------- | ------------ | ------ |
| 1    | Freddie Frith     | Velocette | 1h 06' 14,0" | 10+0,5 |
| 2    | Bob Foster        | Velocette | + 0' 16,0"   | 8+0,5  |
| 3    | Johnny Lockett    | Norton    | + 0' 33,0"   | 7      |
| 4    | Malcolm Whitworth | Velocette | + 1' 39,0"   | 6      |
| 5    | Eric McPherson    | AJS       | + 2' 09,0"   | 5      |
| 6    | Reg Armstrong     | AJS       |              |        |

## Sidecar
Nei sidecar, grazie alla seconda vittoria in due gare, diventa campione del mondo l'inglese Eric Oliver (su Norton) grazie anche al supporto del passeggero Denis Jenkinson che per tutta la gara tiene in posizione un tubo della benzina mal fissato.
La gara dei "tre ruote" è purtroppo funestata dalla morte dell'equipaggio Bruylant/Hurst (Norton) per un incidente alla curva Blanchimont il primo giro della gara. Il passeggero inglese muore sul colpo, il pilota belga qualche giorno dopo in ospedale.
Furono 9 gli equipaggi che tagliarono al traguardo.

### Arrivati al traguardo (classifica parziale)
| Pos. | Pilota              | Passeggero      | Moto   | Tempo        | Punti |
| ---- | ------------------- | --------------- | ------ | ------------ | ----- |
| 1    | Eric Oliver         | Denis Jenkinson | Norton | 0h 50' 07,0" | 10+1  |
| 2    | Frans Vanderschrick | Martin Whitney  | Norton | + 0' 25,0"   | 8     |
| 3    | Ernesto Merlo       | Aldo Veglio     | Gilera | + 1' 33,0"   | 7     |
| 4    | Roland Benz         | Max Hirzel      | BMW    | + 2' 04,0"   | 6     |
| 5    | Pip Harris          | Neil Smith      | Norton | + 2' 31,0"   | 5     |